# Erysiphe catalpae
Erysiphe catalpae är en svampart som beskrevs av Simonyan 1984. Erysiphe catalpae ingår i släktet Erysiphe och familjen Erysiphaceae.   Inga underarter finns listade i Catalogue of Life.